# 복귀 정맥혈
복귀 정맥혈(復歸靜脈血, 영어: venous return) 또는 정맥 환류(靜脈還流)는 심장으로 되돌아가는 혈액의 흐름을 의미한다. 일반적으로 심박출량을 제한한다.
심장 기능 곡선과 정맥 복귀 곡선(venous return curve, 정맥 환류 곡선)의 중첩(superposition)이 하나의 혈역학 모델에 사용된다.

### 정맥 복귀 곡선

가이튼 그림의 가로축은 우심방압 또는 중심정맥압, 세로축은 심박출량 및 정맥환류량을 나타낸다. 우상향하는 붉은 곡선은 심박출량곡선, 우하향하는 푸른 곡선은 정맥환류곡선이다. 두 곡선이 만나는 지점에서 정상 상태가 형성된다.

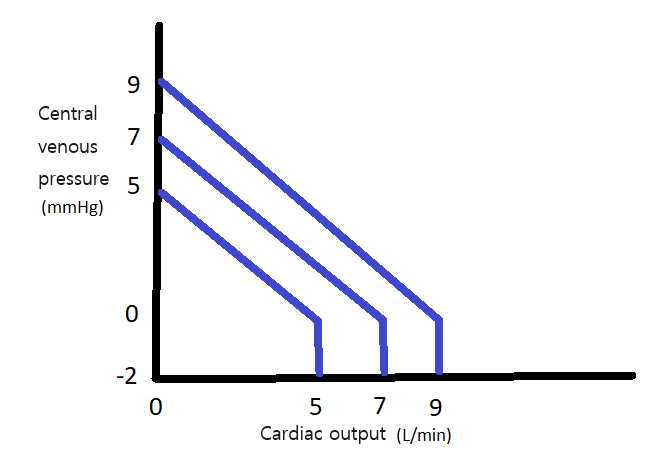
심박출량의 변화에 따른 중심정맥압의 경향. 세 가지 기능은 생리학적 조건(중앙), 감소된 전부하(예: 출혈, 하단 곡선) 및 증가된 전부하(예: 수혈 후, 상단 곡선)의 추세를 나타낸다.

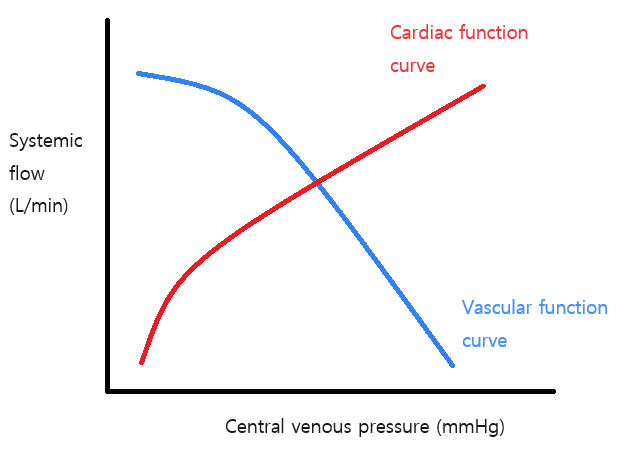
심장 기능 곡선은 중심 정맥압의 함수로 심장박출량이 어떻게 변화하는지를 나타낸다. 이는 프랑크-스탈링 기전을 나타낸다. 혈관 기능 곡선은 중심 정맥압과 복귀 정맥혈의 상관관계를 나타낸다. 두 곡선이 만나는 점에서 정상상태의 중심 정맥압 및 전신 흐름이 정해진다.

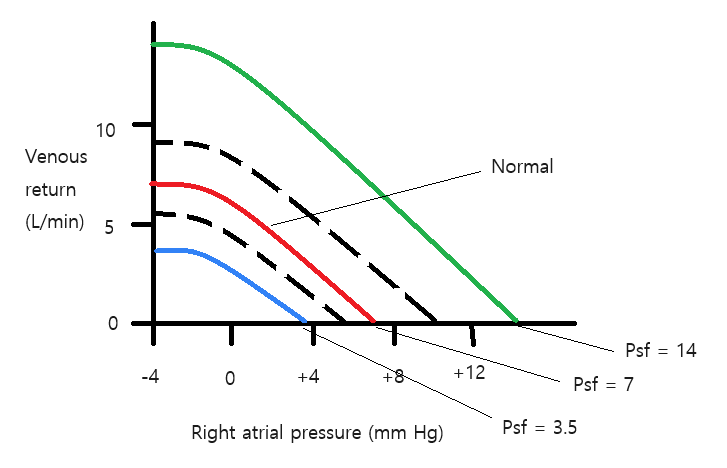
전신 충만압 P_{sf}가 7 mmHg인 정상적인 상태의 정맥 복귀 곡선 (붉은색), 그리고 P_{sf}가 3.5 mmHg로 낮아지거나 (푸른색) 14 mmHg로 높아졌을 때 (녹색) 정맥 복귀 곡선의 변화를 나타낸 그림.

## 같이 보기
- 심장 기능 곡선
- 아서 가이튼
- 심장 박출량
- 우심방압
- 확장기말 용적
- 베인브리지 반사
- 총말초저항